# Marc Keller
Marc Keller (født 14. januar 1968 i Colmar, Frankrig) er en tidligere fransk fodboldspiller (midtbane).
Kellers karriere strakte sig over 15 år, og blev tilbragt i henholdsvis Frankrig, Tyskland og England. Han startede karrieren i hjemlandet hos FC Mulhouse og RC Strasbourg og var efterfølgende udlandsprofessionel hos Karlsruhe, West Ham, Portsmouth og Blackburn. Hos både Karlsruhe og West Ham var han med til at vinde UEFAs sommerturnering Toto Cuppen.
Keller spillede desuden seks kampe og scorede ét mål for Frankrigs landshold. Hans første landskamp var en EM-kvalifikationskamp mod Israel 15. november 1995, hans sidste en venskabskamp mod Rusland 25. marts 1998.

## Titler
UEFA Intertoto Cup
- 1996 med Karlsruhe
- 1999 med West Ham